# سونپوسیجی روکو
سونپوسیجی روکو (به ژاپنی: 駿府政事録) یا سونپوکی (به ژاپنی: 駿府記)؛ یک کتاب در ارتباط با توکوگاوا ایه‌یاسو است که احتمالاً توسط گوتو شوزابورو  یا هایاشی رازان نوشته شده است. این کتاب وقایع ۱۶۱۵–۱۶۱۱ را در بر می‌گیرد.